# Sandonà Calcio 1997-1998
Questa voce raccoglie le informazioni riguardanti il Sandonà Calcio nelle competizioni ufficiali della stagione 1997-1998.

## Rosa
| N. |                   | Ruolo | Calciatore         |
| -- | ----------------- | ----- | ------------------ |
|    | Italia (bandiera) | A     | Fabio Alteri       |
|    | Italia (bandiera) | C     | Massimo Andreotti  |
|    | Italia (bandiera) | C     | Walter Antonello   |
|    | Italia (bandiera) | A     | Filippo Barban     |
|    | Italia (bandiera) | D     | Christian Bari     |
|    | Italia (bandiera) | A     | Giorgio Carbone    |
|    | Italia (bandiera) | A     | Marco Cunico       |
|    | Italia (bandiera) | C     | Andrea De Cecco    |
|    | Italia (bandiera) | A     | Simone Facchini    |
|    | Italia (bandiera) | P     | Claudio Furlan     |
|    | Italia (bandiera) | D     | Cristiano Graziano |

| N. |                   | Ruolo | Calciatore            |
| -- | ----------------- | ----- | --------------------- |
|    | Italia (bandiera) | C     | Christian Pallanch    |
|    | Italia (bandiera) | D     | Emanuele Pennacchioni |
|    | Italia (bandiera) | C     | Andrea Polmonari      |
|    | Italia (bandiera) | D     | Luigi Russo           |
|    | Italia (bandiera) | D     | Luigino Sandrin       |
|    | Italia (bandiera) | P     | Claudio Scodeller     |
|    | Italia (bandiera) | C     | Federico Smanio       |
|    | Italia (bandiera) | C     | Massimiliano Striuli  |
|    | Italia (bandiera) | C     | Davide Vascotto       |
|    | Italia (bandiera) | P     | Alessandro Zandonà    |
|    | Italia (bandiera) | D     | Moreno Zocchi         |

## Risultati

### Campionato

#### Girone di andata
| 31 agosto 1997 1ª giornata | Solbiatese | 1 – 0 | San Donà |  |

| 7 settembre 1997 2ª giornata | San Donà | 1 – 1 | Pro Sesto |  |

| 14 settembre 1997 3ª giornata | San Donà | 1 – 1 | Ospitaletto |  |

| 21 settembre 1997 4ª giornata | Biellese | 1 – 0 | San Donà |  |

| 28 settembre 1997 5ª giornata | San Donà | 0 – 0 | Varese |  |

| 5 ottobre 1997 6ª giornata | Pro Vercelli | 2 – 0 | San Donà |  |

| 12 ottobre 1997 7ª giornata | San Donà | 0 – 0 | Leffe |  |

| 26 ottobre 1997 8ª giornata | Mestre | 0 – 2 | San Donà |  |

| 2 novembre 1997 9ª giornata | San Donà | 1 – 1 | Albinese |  |

| 9 novembre 1997 10ª giornata | Pro Patria | 1 – 0 | San Donà |  |

| 16 novembre 1997 11ª giornata | Mantova | 2 – 0 | San Donà |  |

| 23 novembre 1997 12ª giornata | San Donà | 1 – 1 | Cittadella |  |

| 7 dicembre 1997 13ª giornata | Novara | 0 – 1 | San Donà |  |

| 14 dicembre 1997 14ª giornata | San Donà | 1 – 1 | Triestina |  |

| 21 dicembre 1997 15ª giornata | Giorgione | 0 – 2 | San Donà |  |

| 28 dicembre 1997 16ª giornata | San Donà | 2 – 1 | Cremapergo |  |

| 11 gennaio 1998 17ª giornata | Voghera | 4 – 1 | San Donà |  |

#### Girone di ritorno
| 18 gennaio 1998 18ª giornata | San Donà | 1 – 0 | Solbiatese |  |

| 25 gennaio 1998 19ª giornata | Pro Sesto | 1 – 1 | San Donà |  |

| 1º febbraio 1998 20ª giornata | Ospitaletto | 0 – 0 | San Donà |  |

| 8 febbraio 1998 21ª giornata | San Donà | 1 – 0 | Biellese |  |

| 15 febbraio 1998 22ª giornata | Varese | 1 – 0 | San Donà |  |

| 22 febbraio 1998 23ª giornata | San Donà | 1 – 1 | Pro Vercelli |  |

| 8 marzo 1998 24ª giornata | Leffe | 0 – 1 | San Donà |  |

| 15 marzo 1998 25ª giornata | San Donà | 2 – 2 | Mestre |  |

| 22 marzo 1998 26ª giornata | Albinese | 1 – 0 | San Donà |  |

| 29 marzo 1998 27ª giornata | San Donà | 2 – 0 | Pro Patria |  |

| 5 aprile 1998 28ª giornata | San Donà | 2 – 2 | Mantova |  |

| 11 aprile 1998 29ª giornata | Cittadella | 2 – 1 | San Donà |  |

| 19 aprile 1998 30ª giornata | San Donà | 2 – 1 | Novara |  |

| 26 aprile 1998 31ª giornata | Triestina | 2 – 0 | San Donà |  |

| 3 maggio 1998 32ª giornata | San Donà | 1 – 1 | Giorgione |  |

| 10 maggio 1998 33ª giornata | Cremapergo | 1 – 1 | San Donà |  |

| 17 maggio 1998 34ª giornata | San Donà | 0 – 2 | Voghera |  |